# Yoronjima
Yoronjima (en japonés: 与論島) es una de las islas Amami de Japón. Yoron se encuentra 22 km al norte de la punta Hedo, el punto más septentrional de la isla de Okinawa. Situada a lo largo de la línea entre el mar de China Oriental y el océano Pacífico, es la isla más meridional de la prefectura de Kagoshima. También se le conoce informalmente como Yorontō.
La isla tiene una superficie de 20,8 km² y una circunferencia de 23,5 km. La población es de unas 6000 personas. El punto más alto en Yoron está 98 metros sobre el nivel del mar